# روزاليا أسفانديياروفنا سولتانجاريفا
روزاليا أسفانديياروفنا سولتانجاريفا ((بالبشكيرية: Розалиә Әсфәндиәр ҡыҙы Солтангәрәева)، 28 مارس 1955) - مؤدية الأغاني الشعبية من تأليفها الخاص، دكتوراه في علم اللغة، تكريم خادم الثقافة في جمهورية باشكير الاشتراكية السوفيتية المستقلة (1989). حاصلة على دبلوم في المهرجان العالمي الثاني عشر للشباب والطلاب في موسكو (1985)، حائزة على المسابقة الدولية لأكينز وسينز في ألما آتا (1996)، ومسابقة عموم المطربين الروس في سمولينسك (1991)، مسابقة الجمهوريين للمطربين الشعبيين للجائزة ج. المخمدوفا (1984)، الحائزة على جائزة أدبية م. اكولا (1991)، حاصلة على وسام سلافات يولاييف. رئيسة جمعية نساء الباشكير بجمهورية باشكورتوستان (منذ 2011). أستاذة فخرية بجامعة أكتوبي. إس بايشيفا. مؤلفة العديد من الدراسات الإحصائية عن الفولكلور البشكير والثقافة التقليدية والمجموعات والأدلة والمقالات العلمية (أكثر من 500).

## سيرة
ولدت سولتانجاريفا روزاليا أسفانديياروفنا في 28 مارس 1955 في قرية نوفوسيبشيفو من مقاطعة الشيفسكي في جمهورية باشكير الاشتراكية السوفيتية المستقلة.
في عام 1978 تخرجت من الكلية اللغوية في معهد الباكير التربوي الحكومي. في عام 1988 قدمت أطروحتها، في عام 2002 - أطروحة الدكتوراه حول الموضوع: «الفولكلور الطقسي الأسرة المعيشية للشعب الباشكيرية.»
منذ عام 1991، عملت باحثة في معهد التاريخ واللغة والأدب في مركز أوفا العلمي التابع لأكاديمية العلوم الروسية، حيث درست تقاليد الباشكير والفولكلور الشعبي.
أعدت مع أ. سليمانوف، للنشر المجلد الأول من الطبعة الثانية من «فنون الباشكير الشعبية» ("Bashort halyk izhadi"، 1995).
كبير الباحثين، معهد التاريخ واللغة والأدب، مركز أوفا العلمي، الأكاديمية الروسية للعلوم.
وهي مؤلف لنحو 500 عمل علمي عن تقاليد الفلكلور السحري الشاماني.

## مجال البحث
طقوس، رقص، خيال، ملحمة، فولكلور ديني؛ السرد، الثقافة التقليدية، المعتقدات، الأساطير، الملحمة.

## الجوائز والألقاب
- تكريم خادم الثقافة BASSR (1989).
- حائزة على دبلوم في المهرجان العالمي الثاني عشر للشباب والطلاب في موسكو (1985)،
- الحائزة على جائزة الدولية مسابقة أكينيس وسينس في ألماتي (1996)،
- حائزة على جائزة All-Russian من فناني الأغاني الشعبية في سمولينسك (1991)،
- حائزة على جائزة المسابقة الوطنية لفناني الأغاني الشعبية التي سميت باسم ج. الموخاميتوفا (1984)
- جائزة أدبية أكملس (1991).
- وسام الفارس من سلافات يولاييف